# ميليجنانو
ميليجنانو في مامضى مارينيانو لومبارد هي بلدة في إيطاليا، في مقاطعة ميلانو، منطقة لومبارديا. 
تقع المدينة على بعد 16 كيلومترًا (10 ميل) جنوب شرق مدينة ميلانو. حصلت على اللقب التذكاري للمدينة بأقرار رئاسي في 26 أغسطس 1959م. المدينة مخدومة من قبل محطة سكة حديد ميليجنانو.

## التاريخ
كانت ميليجنانو معقلًا لميلانو في الحروب الإيطالية، واشتهرت بشكل خاص بمعركة مارينيانو، وهي انتصار على السويسريين في عام 1515. وهي معروفة أيضًا بالمعارك بين الفرنسيين والنمساويين في حرب الاستقلال الإيطالي الثاني (1859)

## التوأمة
توأمت ميلبجنانو مع:
- إيطاليا بولو، إيطاليا، منذ عام 2007
- فرنسا باريس، فرنسا، منذ عام 2009

## المعالم السياحية الأساسية
- كنيسة القديس يوحنا المعمدان، وتضم لوحة زيتية لبورجونيون. قلعة ميديشي، مع قاعات جدارية تصور الأعمال العسكرية لميديتشي وإطلالات على المدن الألمانية وبحيرة كومو. بارشيتو من ميليجنانو، مع الأشجار والمقاعد الشهيرة لكبار السن التي أنشأها ليوناردو دافنش